# Peristedion
Peristedion is een geslacht van straalvinnige vissen uit de familie van pantserponen (Peristediidae).
Het geslacht is voor het eerst wetenschappelijk beschreven in 1801 door Bernard Germain de Lacépède.

## Soorten
- Peristedion altipinne Regan, 1903
- Peristedion amblygenys Fowler, 1938
- Peristedion antillarum Teague, 1961
- Peristedion barbiger Garman, 1899
- Peristedion brevirostre Günther, 1860
- Peristedion cataphractum Linnaeus, 1758
- Peristedion crustosum Garman, 1899
- Peristedion ecuadorense Teague, 1961
- Peristedion gracile Goode & T. H. Bean, 1896
- Peristedion greyae G. C. Miller, 1967
- Peristedion imberbe Poey, 1861
- Peristedion investigatoris Alcock, 1898
- Peristedion liorhynchus Günther, 1872
- Peristedion longispatha Goode & T. H. Bean, 1886
- Peristedion miniatum Goode, 1880
- Peristedion nesium W. A. Bussing, 2010
- Peristedion nierstraszi M. C. W. Weber, 1913
- Peristedion orientale Temminck & Schlegel, 1843
- Peristedion paucibarbiger Castro-Aguirre & García-Domínguez, 1984
- Peristedion riversandersoni Alcock, 1894
- Peristedion thompsoni Fowler, 1952
- Peristedion truncatum Günther, 1880
- Peristedion unicuspis G. C. Miller, 1967
- Peristedion weberi J. L. B. Smith, 1934